# ريوتا ساساكي
ريوتا ساساكي (باليابانية: 佐々木 竜太) (7 فبراير 1988 في كاشيما في اليابان – )؛ هو لاعب كرة قدم ياباني سابق كان يلعب كمهاجم.

## وصلات خارجية
- ريوتا ساساكي على موقع رابطة كرة القدم اليابانية للمحترفين (اليابانية)
- ريوتا ساساكي على موقع قاعدة بيانات كرة القدم.إي يو (الإنجليزية)
- ريوتا ساساكي على موقع Soccerway.com (الإنجليزية)
- ريوتا ساساكي على موقع عالم كرة القدم.نت (الإنجليزية)
- ريوتا ساساكي على موقع كووورة